# Ballotering
Ballotering (franska ballotte, liten boll, liten kula) är ett röstningsförfarande med kulor och används vid slutna omröstningar. Traditionellt sett används svarta och vita kulor, där vit indikerar en ja-röst och svart en nej-röst.
Ballotering skedde redan i antikens Aten. I särskilt invecklad form användes ballotering under medeltiden vid ämbetsmannavalen i några italienska städer, såsom Venedig och Florens. Avsikten med detta valsätt är att, såvitt möjligt, hindra varje otillbörligt inflytande på valen från myndigheters eller inflytelserika personers sida.
Vid röstningen tilldelas de med rösträtt i omröstningen ett antal vita och svarta kulor. Detta för att det i efterhand inte  skall gå att avgöra hur annan person valt att rösta. När samtliga röster lagts räknar rösträknarna precis som vid vanlig röstning att antalet röster stämmer överens med antalet kulor. Resultatet vid exempelvis ett personval avgörs efter hur många vita (ja-röster) eller svarta (nej-röster) som fallit för kandidaten.
Ballotering används traditionellt inom slutna sällskap som exempelvis olika ordenssällskap. Exempel på sådana ordenssällskap som använder sig av ballotering är Svenska Frimurare Orden och Sällskapet CC. Även Svenska Akademien använder denna metod.
I flera ordenssällskap, gillen med mera kallas en ballotering som resulterar i enbart vita kulor, det vill säga ett positivt utfall, för "lysande".